# Bahnstrecke Hausach–Schiltach
| Streckennummer: | 4251                 |                               |                               |
| Kursbuchstrecke (DB): | 721                  |                               |                               |
| Kursbuchstrecke: | 302p (1946)          |                               |                               |
| Streckenlänge: | 14,191 km            |                               |                               |
| Spurweite: | 1435 mm (Normalspur) |                               |                               |
| Streckenklasse: | C3                   |                               |                               |
| Streckengeschwindigkeit: | 80 km/h              |                               |                               |
| Zugbeeinflussung: | PZB                  |                               |                               |
| |                      |                               |                               |
| \| \| \| von Offenburg \| \| \| \| 0,000 \| Hausach \| 241 m \| \| \| \| nach Singen (Hohentwiel) \| \| \| \| 2,940 \| Kirnbach \| Kirnbach \| \| \| 4,425 \| Wolfach \| Wolfach \| \| \| 4,924 \| Wolfacher Tunnel (285 m) \| Wolfacher Tunnel (285 m) \| \| \| 8,8+239 \| Halbmeil \| Halbmeil \| \| \| 8,8+270 9,0+66,8 \| \| \| \| \| \| Kinzig \| \| \| \| \| Tunnel an der Schmelze (87 m) \| \| \| \| 11,180 \| St Roman (ab 1. Mai 1920) \| St Roman (ab 1. Mai 1920) \| \| \| 14,191 \| Schiltach \| Schiltach \| \| \| \| nach Schramberg \| \| \| \| \| nach Eutingen im Gäu \| \| \| \| \| \| \| \| Quellen: [1][2] \| \| \| \| |                      |                               |                               |
| Strecke |                      | von Offenburg                 | von Offenburg                 |
| Bahnhof | 0,000                | Hausach                       | 241 m                         |
| Abzweig geradeaus und nach rechts |                      | nach Singen (Hohentwiel)      | nach Singen (Hohentwiel)      |
| ehemaliger Bahnhof | 2,940                | Kirnbach                      | Kirnbach                      |
| Haltepunkt / Haltestelle | 4,425                | Wolfach                       | Wolfach                       |
| Tunnel | 4,924                | Wolfacher Tunnel (285 m)      | Wolfacher Tunnel (285 m)      |
| Haltepunkt / Haltestelle | 8,8+239              | Halbmeil                      | Halbmeil                      |
| Kilometer-Wechsel | 8,8+270 9,0+66,8     |                               |                               |
| Brücke über Wasserlauf |                      | Kinzig                        | Kinzig                        |
| Tunnel |                      | Tunnel an der Schmelze (87 m) | Tunnel an der Schmelze (87 m) |
| ehemaliger Haltepunkt / Haltestelle | 11,180               | St Roman (ab 1. Mai 1920)     | St Roman (ab 1. Mai 1920)     |
| Bahnhof | 14,191               | Schiltach                     | Schiltach                     |
| Abzweig geradeaus und ehemals nach rechts |                      | nach Schramberg               | nach Schramberg               |
| Strecke |                      | nach Eutingen im Gäu          | nach Eutingen im Gäu          |
| |                      |                               |                               |
| Quellen: |                      |                               |                               |

Die Bahnstrecke Hausach–Schiltach ist eine Nebenbahn in Baden-Württemberg. Sie verläuft im Schwarzwald von Hausach nach Schiltach und folgt auf ganzer Länge dem Verlauf der Kinzig. Die Strecke gehört DB Netz, ist nicht elektrifiziert, eingleisig und hat außer den Endbahnhöfen keine Ausweichstellen. In Schiltach schließt sich die Bahnstrecke Eutingen im Gäu–Schiltach an, auf der die Regionalbahnen der SWEG Südwestdeutsche Landesverkehrs-GmbH bis nach Freudenstadt Hbf verkehren. Beide Strecken zusammen werden auch als Kinzigtalbahn oder historisch Kinzigbahn bezeichnet. 

## Geschichte
Die Strecke wurde am 5. Juli 1878 von den Großherzoglich Badischen Staatseisenbahnen bis Wolfach eröffnet und am 4. November 1886 bis zum Bahnhof Schiltach verlängert. Gleichzeitig nahmen die Königlich Württembergischen Staats-Eisenbahnen den Abschnitt von Schiltach nach Freudenstadt Hbf in Betrieb.
Im Herbst 2022 war die Strecke voll gesperrt, um Gleise, Schwellen und Schotter zu tauschen. Bahnübergänge, mehrere Brücken und die Stationen Hausach und Halbmeil wurden saniert, 35 Millionen Euro in die Strecke investiert.

## Betrieb

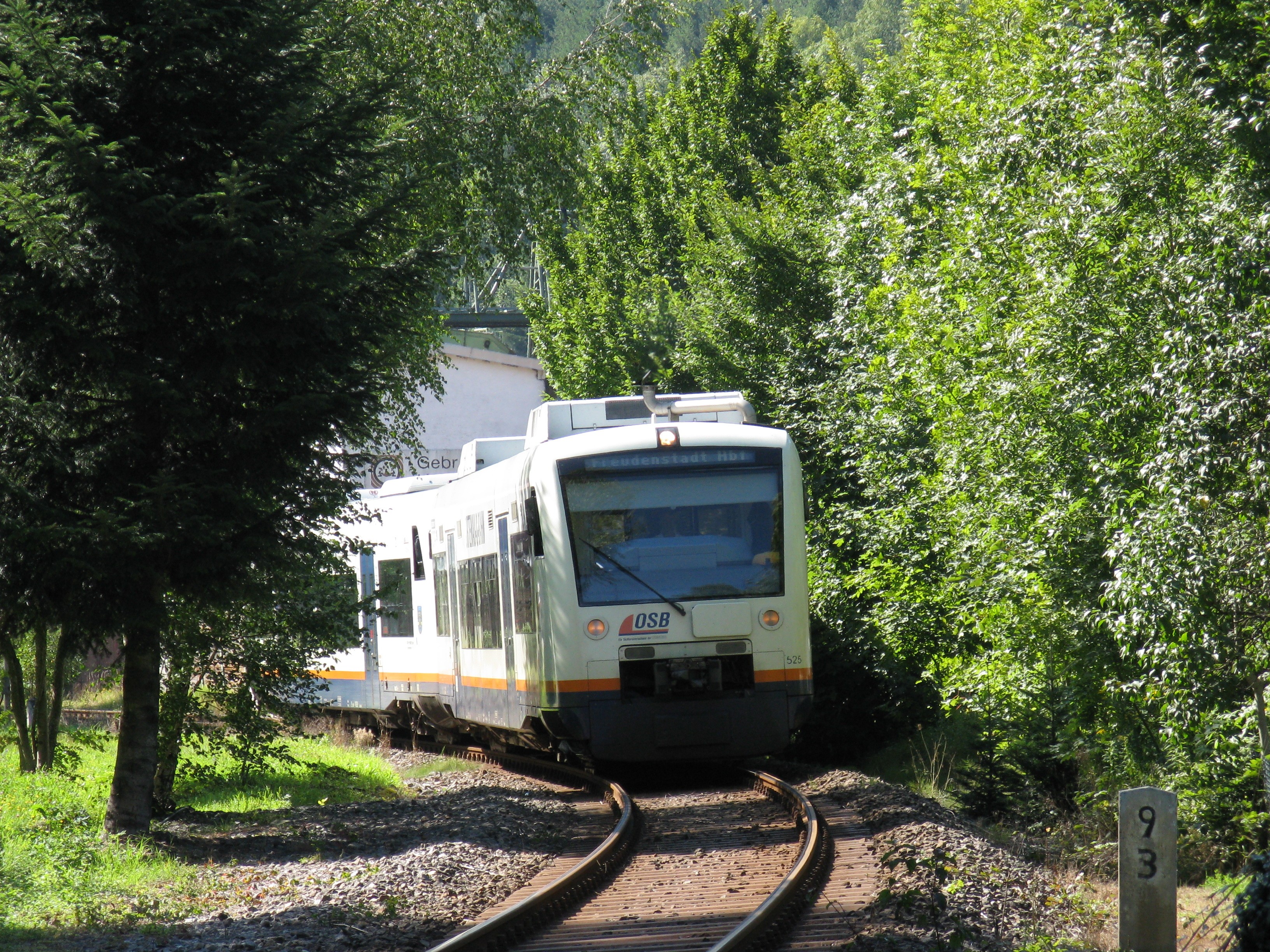
Ein Regio-Shuttle der Ortenau-S-Bahn verlässt den Haltepunkt Halbmeil

Der vormals von der Deutschen Bahn AG bediente Personenverkehr wurde am 12. Dezember 2004 von der Ortenau-S-Bahn GmbH (OSB) übernommen, die 2014 mit dem Mutterunternehmen SWEG verschmolzen wurde, das seither die Strecke betreibt. Seitdem verkehren durchgehende Züge der heutigen Linie RB 20 im Stundentakt von Offenburg bis Freudenstadt Hbf, wobei bis Hausach auf der Badischen Schwarzwaldbahn gefahren wird. 
Zum Einsatz kommen klimatisierte Regio-Shuttles der SWEG. Regulär nutzen etwa 2200 Personen täglich das Zugangebot auf der Strecke. Der ursprünglich zum Fahrplanwechsel 2023 geplante Einsatz von batteriebetriebenen Zügen vom Typ Siemens Mireo Plus B startete auf der Strecke Offenburg–Hornberg am 8. April 2024. Wegen einer fehlenden Weiche bei Freudenstadt sind auf der Strecke Hausach–Freudenstadt weiterhin Dieseltriebwagen im Einsatz. Ab dem Fahrplanwechsel am 15. Dezember 2024 fahren auf der Strecke die neuen batteriebetriebenen Züge.